# Cerastium arabidis
Cerastium arabidis là loài thực vật có hoa thuộc họ Cẩm chướng. Loài này được E.Mey. ex Fenzl mô tả khoa học đầu tiên năm 1836.